# Монумент экватору

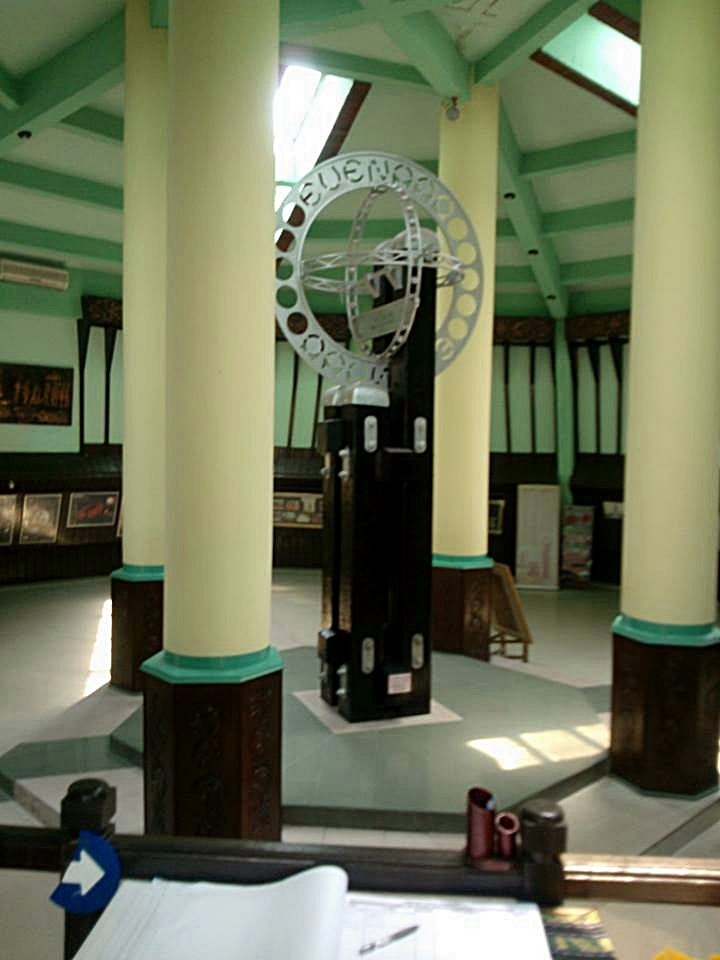
Макет монумента экватору, расположенный внутри здания монумента

Монумент экватору расположен на экваторе в городе Понтианак, Индонезия. Он знаменует собой разделение между северным и южным полушариями.
Монумент состоит из четырех столбов, сделанных из железного дерева, каждый диаметром около 0,3 м, высота двух передних столбов составляет 3,05 м, задних — 4,4 м.
Он находится на ул. Джалан-Хатулистива, в районе Северный Понтианак, примерно в 3 километрах от центра города Понтианак.
На сегодняшний день монумент экватору расположен не на экваторе. Экватор переместился немного южнее, и за пределами монумента есть линия, которая показывает позицию экватора, обозначенную в 2005 г. Согласно GPS, в 2010 г. положение экватора переместилось еще дальше на юг, в реку.